# Partecipanti al Tour de France 1906
Qui di seguito viene riportato l'elenco dei partecipanti al Tour de France 1906.

## Corridori
Nota: R ritirato; S squalificato; NP non partito
| 1  | Édouard Wattelier     | 7º    | 38 | Ernest Ricaux            | R 3ª  | 68 | Henri Marchand      | R 1ª  |
| 2  | Georges Seres         | R 6ª  | 39 | Antoine Wattelier        | 10º   | 69 | Giovanni Gerbi      | R 2ª  |
| 4  | François Beaugendre   | R 8ª  | 40 | Fernand Lallement        | R 1ª  | 70 | François Faber      | R 6ª  |
| 5  | Augustinn Ringeval    | R 7ª  | 41 | Frédéric Saillot         | R 1ª  | 71 | Julien Lootens      | R 2ª  |
| 6  | Eugène Christophe     | 9º    | 42 | Léon Winant              | 13º   | 72 | Lucien Mazan        | 4º    |
| 7  | Arsène Tuale          | R 1ª  | 43 | Jules Chabas             | R 1ª  | 73 | Pierre Privat       | R 7ª  |
| 8  | François Poiry        | R 3ª  | 45 | Arthur Pottiez           | R 2ª  | 74 | Henri Menez         | R 1ª  |
| 9  | Gaston Codam          | R 2ª  | 46 | Georges Fleury           | 11º   | 76 | D. Communal         | R 1ª  |
| 10 | Prosper Rau           | R 1ª  | 47 | Pierre Schneider         | R 2ª  | 77 | Edouard Chaumard    | R 1ª  |
| 11 | Paul Trippier         | R 1ª  | 48 | René Pottier             | 1º    | 79 | Robert Dubois       | R 1ª  |
| 13 | Émile Bertrand        | R 1ª  | 49 | Louis Trousselier        | 3º    | 80 | Robert Wancour      | R 2ª  |
| 14 | Pierre Desvages       | R 1ª  | 50 | Georges Passerieu        | 2º    | 81 | Albert Chartier     | R 7ª  |
| 15 | Henri Timmermann      | R 3ª  | 51 | Maurice Decaup           | R 7ª  | 82 | Heneau              | R 2ª  |
| 17 | Marcel Cadolle        | R 11ª | 52 | Albert Baudet            | R 2ª  | 83 | E. Vernimmen        | R 1ª  |
| 18 | Hippolyte Aucouturier | R 7ª  | 53 | Eugène Duffis            | R 1ª  | 84 | Alfred Belleville   | R 1ª  |
| 19 | Fernand Gaborias      | R 3ª  | 55 | Emile Haemmerlin         | R 1ª  | 85 | Charles Habert      | R 1ª  |
| 21 | Aloïs Catteau         | 6º    | 56 | Jean-Baptiste Dortignacq | R 10ª | 86 | Albert Godefroy     | R 1ª  |
| 22 | Victor Lascoutounax   | R 2ª  | 57 | Emile Lamboeuf           | R 3ª  | 87 | Maurice Carrere     | R 4ª  |
| 24 | Julien Gabory         | R 4ª  | 58 | D. Gonjeaud              | R 1ª  | 88 | Alfred Pocarius     | R 1ª  |
| 25 | Henri Gauban          | R 4ª  | 59 | Charles Perreard         | R 2ª  | 89 | Maxime Morel        | NP 6ª |
| 26 | Émile Georget         | 5º    | 60 | Georges Bronchard        | 14º   | 90 | Tancou              | R 3ª  |
| 28 | Ferdinand Payan       | 12º   | 61 | David Dupont             | R 3ª  | 91 | Heini Scholl        | R 1ª  |
| 30 | Martin Soulie         | R 3ª  | 62 | Léon Georget             | 8º    | 93 | François Lafourcade | R 1ª  |
| 32 | Georges Devilly       | R 1ª  | 63 | Gaston Tuvache           | R 4ª  | 94 | Jean Perreard       | R 1ª  |
| 35 | Firmin Pauloin        | R 1ª  | 64 | Henri Star               | R 1ª  | 95 | Jean Giran          | R 1ª  |
| 37 | Charles Crupelandt    | R 2ª  | 66 | Christophe Laurent       | R 2ª  | 96 | Ludwig Barthelmann  | R 1ª  |